# Enrico Paglia
Enrico Paglia (Mantova, 13 giugno 1834 – Mantova, 6 gennaio 1889) è stato un naturalista e agronomo italiano.

## Biografia
Figlio di Luigi, commerciante di vini e sarto, e di una casalinga, studiò in seminario. Fu ordinato prete il 22 dicembre 1855. 
Fu insegnante di scienze naturali presso il seminario di Mantova. Nel 1859 a Milano consegue un diploma per l'insegnamento nelle scuole pubbliche.
Insegnò a Reggiolo, Asola, Codogno. Intorno al 1867 abbandonò il sacerdozio.

Nel 1869 ottenne dal Comune di Mantova la nomina come maestro e nel 1874 divenne Direttore delle scuole del Comune di Mantova.

Ricoprì numerose cariche pubbliche: segretario del Comizio agrario di Mantova dal 1872; socio della Società geologica di Milano dal 1859; professore dell'Accademia Virgiliana di Mantova dal 1871 al 1880; membro della Commissione di vigilanza dell'Archivio Gonzaga, delle biblioteche e dei Musei comunali di Mantova, membro della Società storica lombarda.

Pubblicò studi di agricoltura, di geologia, di zootecnia; saggi su questioni naturalistiche, archeologiche, storiche, statistiche ed economiche; opere letterarie.

## Opere
- Gli uccelli e l'agricoltura. Pensieri e voti,Mantova 1868.
- Delle erbe nocive ed utili spontanee nei prati mantovani, con tavole analitiche e suggerimenti pratici sulla loro nomenclatura e coltivazione, mantova 1872.
- Saggio di studi naturali sul territorio mantovano, Mantova 1879.
- Monografia - La provincia di Mantova, pubblicata negli Atti della giunta per l'inchiesta agraria (Inchiesta Jacini), 1882.
- Osservazione e precetti tratti dalle Georgiche di Virgilio, Mantova 1882.